# Socket F+
Socket F+ (también llamado Socket Fr2 de forma interna) es un zócalo para procesadores de servidores de la empresa AMD, a partir de la generación de 45 nm de la familia de procesadores de arquitectura AMD K10. Es el sucesor del Socket F. La principal diferencia entre estos dos zócalos es la versión de HyperTransport soportada, mientras que el zócalo F soporta HyperTransport 2.0 a 1.0 GHz de frecuencia de reloj, zócalo F+ soporta HyperTransport 3.0  de hasta 2.6 GHz de velocidad de reloj, además de ser retro compatible con las versiones 1.0 y 2.0.